# ماهرة الدجاني
ماهرة الدجاني (1936-) هي تربوية فلسطينية وناشطة نسوية فلسطينية من عائلة مقدسية، ولدت في حي النبي داوود في القدس الشرقية، ودرست في المدرسة المأمونية في حي الشيخ جراح. عضو مجلس أمناء مركز حسن مصطفى الثقافي، قادت تأسيس الكشافة والمرشدات في العالم العربي، أُنتخبت أول رئيسة لجمعية المرشدات الأردنية، وشاركت في ورشات عمل ومخيمات للمرشدات في دول مختلفة، وأشرفت على التدريبات والمخيمات الخاصة بالزهرات وقائدات المرشدات في الأردن. وهي عضو في جمعية إنعاش الأسرة منذ تأسيسها عام 1967، وأشرفت على افتتاح مراكز التدريب المهني التابعة للجمعية في عشرين قرية في محافظة رام الله والبيرة وتدريب قياداتها النسوية، وشاركت في تأسيس ثلاث جمعيات نسوية، وهي رئيسة مجلس أمناء مؤسسة دار الطفل العربي.

## تكريمها
تُعتبر الدجاني من أعلام التربية في مدينة القدس الشرقية بشكلٍ خاص، والأراضي الفلسطينية بشكلٍ عام لدورها ونشاطها فقد حصلت على التكريم التالي:
- قلدها الرئيس الفلسطيني محمود عباس وسام الإستحقاق والتميز في إطار تكريم أهل القدس ودعم صمودهم على أرضهم.[3]
- كرّمها رئيس الوزراء التركي رجب طيب أردوغان خلال مؤتمر دولي عقدته جمعية ترياق التركية في إسطنبول للشخصيات الأكثر تميزاً في العالم  بعنوان "جسر الهوة ما بين الحضارات".[4]
- كرمتها مؤسسة المرتقى للسيدات لحصولها على لقب المرأة المقدسية المتميزة للعام عن دورها البناء في فلسطين، بحضور وزير شؤون القدس ومحافظها المهندس عدنان الحسيني، نيافة المطران عطا الله حنا.[5]
- مُنحت وسام التربية والتعليم من قبل ولي العهد الأردني الأمير حسن بن طلال نيابة عن الملك حسين ملك المملكة الأردنية الهاشمية.

## حياتها العملية
بعد تخرجها من المدرسة وحصولها على شهادة ماتريك عملت في حقل التدريس في وزارة التربية والتعليم الأردنية لثمانية وثلاثين عاماً. وعُيِّنت من قبل وزارة التربية والتعليم الأردنية للمشاركة في إعداد منهاج التربية الرياضية للمرحلة الأساسية، أدارت وأشرفت على عدة ورشات عمل ودورات تدريبية خاصة بمعلمات التربية الرياضية في المملكة الأردنية عامة كما في فلسطين خلال الفترة ما بين عام 1956 و1984.
تخصصت في تدريب الدبكة الشعبية والرقصات الريفية الغربية والجمباز والريشة الطائرة. حضَّرت لمهرجاني الصيف الأول والثاني واللذان أقيما في رام الله عامي (1962-1963) على التوالي حيث تضمنا عدة فقرات لرقصات تراثية فلسطينية. أشرفت على المهرجانات الرياضية التي أقيمت في محافظة القدس والتي تضمنت مسابقات رياضية بين المدارس وفقرات دبكة في الفترة الواقعة بين عام (1962-1984).

## مشاركاتها الدولية
أهم المؤتمرات التي شاركت فيها:
- انتخبت من قبل وزارة التربية والتعليم الأردنية لتمثيل جمعية المرشدات الأردنية في المؤتمر العالمي الثامن عشر للمرشدات والذي أقيم في الدنمارك عام 1963.
- عينت كنائبة لرئيسة البعثة الكشفية الأردنية وشاركت في المؤتمر والمخيم السادس للكشافة العرب والذي أقيم في الإسكندرية عام 1964.
- أنتخبت كرئيسة لبعثة المرشدات الأردنية للمشاركة في مؤتمر ومخيم المرشدات العربيات الأول والذي أقيم في ليبيا عام 1966.
- مؤتمر الرابطة الدولية للتعليم في كلية هند الحسيني في القدس عام 1996.
- مؤتمر المنظمات الأهلية الثاني” تحت رعاية سمو الأمير طلال بن عبد العزيز، حيث أقيم المؤتمر لتكريم رواد العمل الاجتماعي عام 1997.
- مؤتمر القدس تناديكم في إمارة الشارقة تحت رعاية أمير الشارقة الشيخ سلطان بن محمد القاسمي، حيث ألقت الدجاني خطاباً عن أوضاع مدينة القدس ومؤسسة دار الطفل العربي. إثر ذلك قدمت صاحبة السمو حرمه تبرعاً سخيا بقيمة مليون درهم كما قدم أولاده تبرعاً آخر بقيمة 600000 درهم لترميم متحف دار الطفل العربي عام 1998.
- المؤتمر العام الأول للهيئة الوطنية للمؤسسات بعنوان مستقبل القدس العربية تحت رعاية الملك الحسن الثاني ومركز الدراسات العربية الأوروبية وجامعة الدول العربية في مدينة الرباط في المملكة المغربية عام 1999.
- مؤتمر بيت المقدس وأكناف بيت المقدس تحت رعاية لجنة يوم القدس الذي عقد في عمان في المملكة الأردنية الهاشمية عام 1999.

## حياتها التطوعية
تطوعت ماهرة الدجاني في حركة المرشدات منذ عام 1945، وانتخبت كأول رئيسة لجمعية المرشدات الأردنية في عام 1962، وشاركت في ورشات عمل ومخيمات للمرشدات استغرقت شهراً في فنلندا، وأشرفت على التدريبات والمخيمات الخاصة بالزهرات وقائدات المرشدات وكان أول مخيم تدريبي للجان المرشدات المحلية في حراج ام صفا ولمدة عشرة ايام. انتخبت كمتطوعة في الهيئة الإدارية لمؤسسة دار الطفل العربي في عام 1962، كما تم تعيينها كمتولية لوقف المؤسسة من قبل قاضي القضاة. ورئيسة للجنة المتحف في مؤسسة دار الطفل العربي. كما شاركت العديد من النشاطات الدولية ممثلة عن المؤسسات المجتمعية، حضرت مؤتمري شبكة المنظمات الأهلية العربية الأول والثاني، مؤتمر المعلمين، ومؤتمر الحركة الكشفية العربية السادس في جمهورية مصر العربية، مبعوثة من قبل جمعية إنعاش الأسرة للكويت، وعضو في بعثة المرشدات الأردنية للعراق، حضور ورشة عمل تفعيل الشبكة الفلسطينية الإيطالية والتي مؤسسة دار الطفل العربي عضوا فيها في إيطاليا، ومشروع تفعيل العلاقة ما بين متحف مينيسوتا ومتحف دار الطفل العربي حيث شاركت طالبات مدرسة دار الطفل العربي بعرض أزياء يجمع بين الحداثة والتراث حيث قمن بالتصميم والخياطة والعرض في أمريكا.

## الإصدارات:
نشر لها مجموعة من الكتب وهي:
1. ألعاب المرشدات.
2. عالم الزهرات والمرشدات: عطاء وانتماء والذي نشر في عام 1997.
3. تسالي، ألعاب تراثية وثقافية في عام 2010.

## إنجازتها
حصلت الدجاني على العديد من الأوسمة والدروع وشهادات التقدير من العديد من المؤسسات والجمعيات المحلية والعربية على إنجازاتها في مجال التطوع والتنمية المجتمعية، فمن المملكة الأردنية الهاشمية تسلمت وسام التربية والتعليم لجهودها المبذولة في تطوير التعليم والتوجيه، ومن إتحاد المعلمين الفلسطينيين لدورها المميز في تطوير التعليم العربي الفلسطيني في مدينة القدس. ومن وزارة شؤون المرأة كونها واحدة من النساء الفلسطينيات المميزات. وشبكة المنظمات الأهلية العربية لجهودها في العمل الوطني والاجتماعي. وجامعة القدس المفتوحة لجهودها في خدمة ودعم التراث الشعبي الفلسطيني، ومن جمعية الفتاة اللاجئة لجهودها الرائدة والمميزة في العمل التطوعي. ودرع شبكة المؤسسات النسوية المقدسية لدورها في تطوير المرأة الفلسطينية والمجتمع الفلسطيني. ودرع منتدى الفنانات المقدسيات لعملها الدؤوب في خدمة المجتمع المقدسي. وحصلت على شهادات تقدير من برلمان الشباب الفلسطيني تقديرا لدورها الوطني والاجتماعي. ومن جمعية الكشافة والمرشدات الفلسطينية وذلك لتميزها في دعم حركة المرشدات. ومن جمعية إنعاش الأسرة في الحفاظ على التراث الشعبي الفلسطيني.